# La Dame de Haut-le-Bois
Pour plus de détails, voir Fiche technique et Distribution.
La Dame de Haut-le-Bois est un film français réalisé par Jacques Daroy et sorti en 1947.

## Fiche technique
- Titre : La Dame de Haut-le-Bois
- Titres secondaires : L'Enfant d'un autre  et L'Aveu
- Réalisation : Jacques Daroy
- Scénario et dialogues : Alexandre Arnoux et Maurice Kéroul, d'après le roman de Jean-José Frappa
- Décors : Claude Bouxin
- Costumes : Georges K. Benda
- Photographie : Marcel Lucien
- Musique : André Cadou
- Son : Robert Biard
- Production : Rhodia Films
- Pays de production :  France
- Format :  Noir et blanc - 1,37:1 - 35 mm - Son mono
- Genre : Drame
- Durée : 95 minutes
- Date de sortie : 
  - France : 5 mars 1947[1]
- Numéro de visa : 4105

## Distribution
- Françoise Rosay
- Raymond Loyer
- Madeleine Rousset
- Léon Belières
- René Blancard
- Gérard Lignon
- Annie Hémery